# Joseph Levis
Joseph Levis (20 de julho de 1905 – 20 de maio de 2005) foi um esgrimista norte-americano, que participou dos Jogos Olímpicos de Verão de 1932, sob a bandeira dos Estados Unidos.